# Filhos de Ivaldi

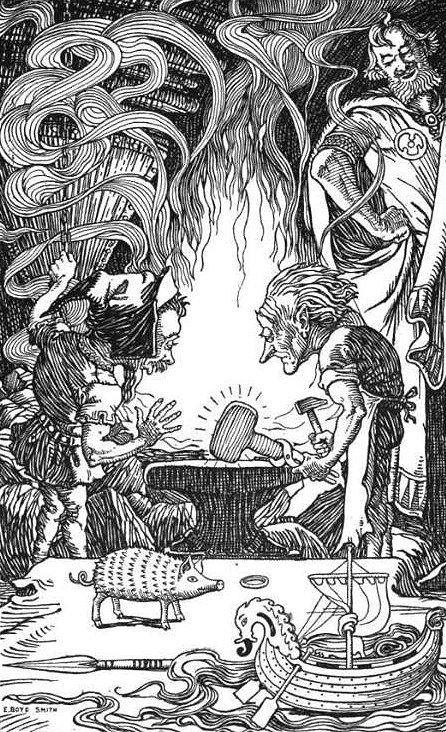
"O terceiro presente — um enorme martelo" (1902) por Elmer Boyd Smith.

Na mitologia nórdica, os filhos de Ivaldi são três anões, filhos do anão Ívaldi. Seus nomes são desconhecidos.
Na versão poética da Edda, os filhos de Ivaldi construíram o navio Skithblathnir, que poderia ser dobrado até chegar ao tamanho de um lenço.
Pelo texto Skáldskaparmál, os filhos de Ívaldi fizeram um cabelo mágico para Sif, para substituir o cabelo original que Loki havia cortado, o navio Skídbladnir e Gungnir, a lança de Odin. Em seguida, Loki apostou a própria cabeça com Brokkr, de que o irmão de Brokkr, Sindri (também chamado Eitri), não seria capaz de fazer três outros objetos tão preciosos quanto estes. Loki perdeu a aposta quando Sindri fez Draupnir, o anel de ouro de Odin, o javali de Freyr (Gullinbursti) e o martelo de Thor (Mjölnir). Loki, apesar de perder a aposta, não perdeu a cabeça, alegando que poderiam ferir sua garganta no corte, sendo que foi combinado de levarem somente sua cabeça.